# Marienkirche (Lublin)

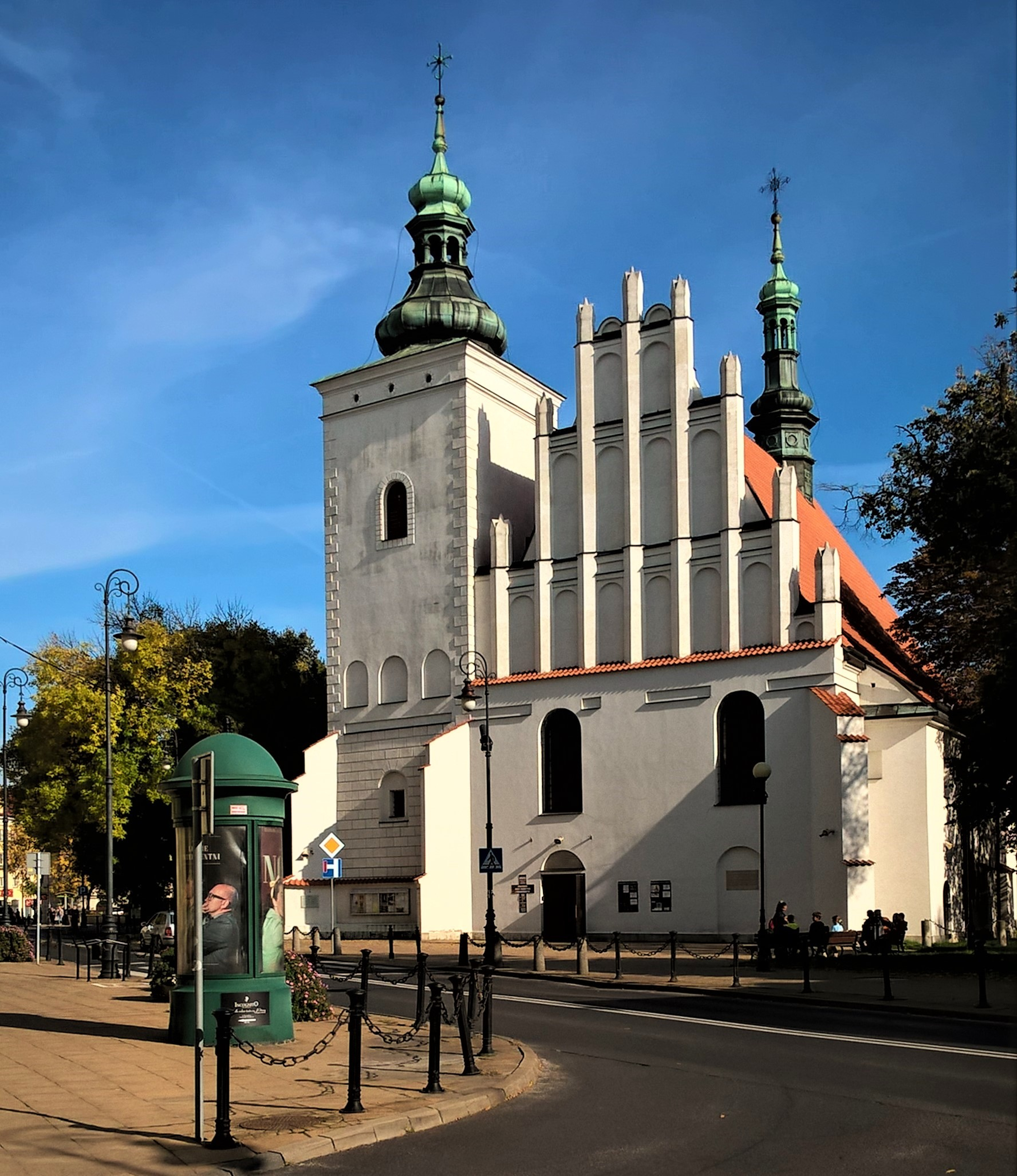
Marienkirche Lublin

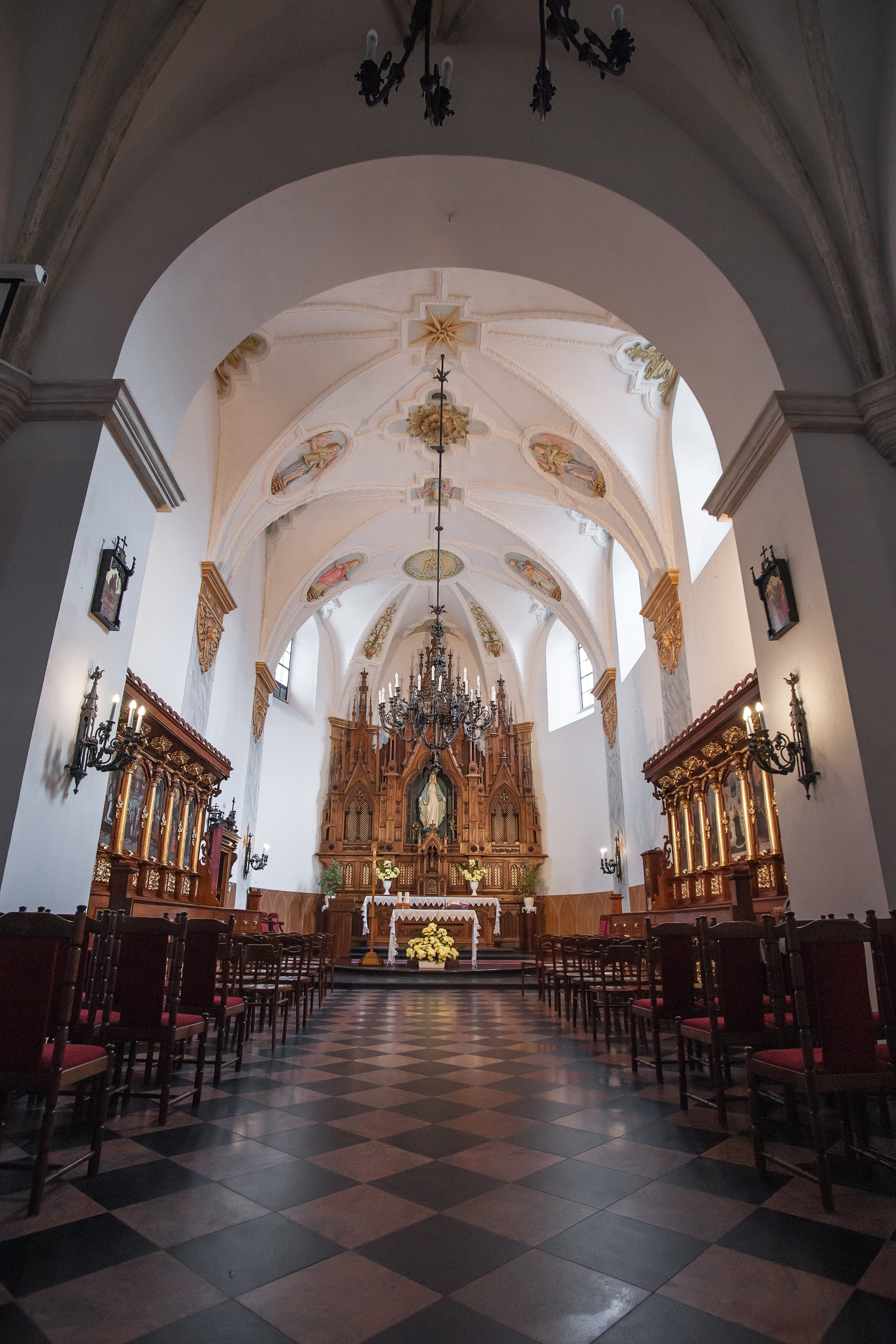
Altarraum

Die Marienkirche (polnisch Kościół Matki Bożej Zwycięskiej) in Lublin ist eine katholische Kirche südwestlich der Lubliner Altstadt.

## Geschichte
An der Stelle der heutigen Kirche stand im 14. Jahrhundert eine von dem Bischof Piotr Wysz geweihte Kapelle. 1412 stiftete König Władysław II. Jagiełło die Kirche als Votiv für die gewonnene Schlacht bei Tannenberg. 1426 wurde die Kirche dem Erlöserorden übergeben und blieb im Besitz der Nonnen bis ins 19. Jahrhundert, als sie von dem Orden von der Heimsuchung Mariens übernommen wurde. Die Nonnen mussten die Kirche jedoch Ende des 19. Jahrhunderts räumen. Sie wird seither als Rektoratskirche genutzt. Zur Regierungszeit von König Kasimir IV. Andreas erhielt die Kirche von 1466 bis 1477 gotische Fresken, die teilweise erhalten sind. Anfang des 17. Jahrhunderts wurde die Kirche im Stil der Lubliner Renaissance umgebaut.